# 10753 van de Velde
10753 van de Velde è un asteroide della fascia principale. Scoperto nel 1989, presenta un'orbita caratterizzata da un semiasse maggiore pari a 2,7145934 UA e da un'eccentricità di 0,0708191, inclinata di 3,53404° rispetto all'eclittica.
L'asteroide era stato inizialmente battezzato 10753 van der Velde per poi essere corretto nella denominazione attuale.
L'asteroide è dedicato all'artista belga Henry van de Velde.